# Glyptothorax kurdistanicus
Glyptothorax kurdistanicus — вид сомоподібних риб родини Sisoridae.

## Поширення
Ймовірно є ендеміком Ірану. Вивлений у басейні річки Малий Заб. Є непідтверджені спостереження у річках Великий Заб, Дез, Карун і Керхе. У 2009 році одного самця спіймали в річці Тигр на півдні Багдада. Можлива риба попала туди випадково і не мешкає там.